# Torfowiec miękki
Torfowiec miękki (Sphagnum molle Sull.) – gatunek mchu z rodziny torfowcowatych (Sphagnaceae). Występuje w Europie i Ameryce Północnej.

## Rozmieszczenie geograficzne
W Europie występuje od Norwegii, Szwecji, Finlandii i północno-zachodniej Rosji na północy po Portugalię, Serbię, Macedonię Północną, Rumunię na południu. Na zachodzie obszar jego występowania dochodzi do Wysp Brytyjskich i Portugalii, na wschodzie do krajów bałtyckich, Białorusi, Ukrainy i zachodniej Rosji. Obecny jest także na przedpolu austriackich i szwajcarskich Alp, do 1400 m n.p.m. Został odnotowany w Turcji w pobliżu Morza Czarnego.
W Polsce jest bardzo rzadki, podawany głównie z zachodniej części kraju. Znane są rozproszone stanowiska z Kotliny Orawsko-Nowotarskiej oraz jedno z Kotliny Sandomierskiej.

## Morfologia i anatomia
PokrójTorfowiec średniego rozmiaru, tworzący zwarte, niskie darnie koloru bladozielonego (jasnozielonego) lub żółtawego z różowymi, czerwonawymi, jasnofioletowoczerwonymi lub głęboko purpurowymi przebarwieniami. Może przypominać małe formy torfowca błotnego lub torfowca szorstkiego. W darniach pomiędzy dobrze uformowanymi łodyżkami mogą znajdować się również takie, które są słabo rozwinięte, bez gałązek lub z gałązkami tylko nieznacznie wykształconymi.
GłówkiW kontekście wielkości główki źródła są nieprecyzyjne, opisując je jako dość małe lub duże. Są płaskie, z gałązkami przeważnie wzniesionymi, ciasno ułożonymi i z tego powodu raczej słabo widoczne w darniach.
PęczkiGęsto ułożone, zazwyczaj z trzema, rzadziej czterema gałązkami, z czego dwie to gałązki odstające, które często układają się poziomo lub rzadziej są wzniesione. Zwykle zwężające się ku końcowi gałązki odstające przeważnie są krótkie – do 9 mm długości, czasami dłuższe – do 12 mm długości. Jedna, rzadziej dwie gałązki zwisające są różnej długości, ale zawsze skierowane w dół i przylegające do łodyżki.
ŁodyżkiDość cienkie, do 0,8 mm średnicy, bladozielone, z dobrze rozwiniętą korą składającą się dwóch lub trzech warstw rozdętych komórek; cylinder wewnętrzny żółtawy do bladobrązowego, lecz nigdy ciemnobrązowy lub fioletowy. Komórki retortowe na łodyżkach gałązkowych zazwyczaj w grupach liczących więcej niż trzy; są do trzech razy większe od komórek korowych i mają wyraźne szyjki.
Listki łodyżkoweDuże, do 2 mm długości, mają różne rozmiary i kształty, przeważnie językowate, także jajowato-językowate lub jajowato-łopatkowate, u nasady węższe niż w środku listka, ze szczytem szerokim, zaokrąglonym i ząbkowanym. Komórki wodne mają listewki (najczęściej u szczytu listka) i mogą mieć pory.
Listki gałązkoweDuże, do 2,2 mm długości, jajowate i wklęsłe, i podobnie jak listki łodyżkowe najszersze w środkowej części liścia, z wydłużonym, szeroko ściętym, ząbkowanym szczytem; liczba ząbków wierzchołka może sięgać ośmiu. Komórki wodne dość jednakowego rozmiaru; w przekroju poprzecznym wyraźnie wypukłe po stronie grzbietowej, nieznacznie wypukłe lub płaskie po stronie brzusznej; po stronie grzbietowej listka mają wąsko eliptyczne pory wzdłuż ścian komisuralnych, po stronie brzusznej kilka dużych, okrągłych porów w strefach krawędziowych listka. Cienkościenne komórki chlorofilowe w przekroju poprzecznym są trójkątne (rzadziej trapezowe) i bardziej otwarte po stronie brzusznej listka; po stronie grzbietowej są słabo eksponowane lub całkowicie zamknięte.
Gatunki podobneMoże być mylony z torfowcem szorstkim (Sphagnum compactum). Różnią się kształtem i rozmiarem listków łodyżkowych, kolorem łodyżek oraz kształtem komórek chlorofilowych w przekroju poprzecznym listków gałązkowych. Listki łodyżkowe u torfowca miękkiego są duże, do 2 mm długości, jajowate, jajowato-językowate lub językowato-łopatkowate, podczas gdy u torfowca szorstkiego osiągają nie więcej niż 0,8 mm i są trójkątne. Łodyżki u S. compactum są ciemnobrązowe lub czarne, u S. molle są żółtawe do bladobrązowych. U torfowca szorstkiego komórki chlorofilowe listków gałązkowych w przekroju poprzecznym są zamknięte obustronnie przez komórki wodne, u torfowca miękkiego są wyraźnie, szeroko otwarte po stronie brzusznej listka.

## Ekologia i biologia
Rośnie przede wszystkim w mszarnikach wrzoścowych i wełnianeczkowych, ale także na torfowiskach wysokich i potorfiach, na glebach torfowych, wilgotnych bielicowych, glejowych i regulówkowych (rigosolach). Obecność na tych ostatnich, glebach silnie przekształconych przez człowieka, jest rzadkością wśród torfowców. Nie lubi konkurencji. W klasyfikacji zbiorowisk roślinnych gatunek charakterystyczny dla rzędu atlantyckich zbiorowisk mokrych wrzosowisk i torfowisk wysokich Erico–Sphagnetalia (Sphagno-Ericetalia).

## Ochrona
Gatunek jest objęty w Polsce ochroną od 2001 roku. W latach 2001–2004 podlegał ochronie częściowej, w latach 2004–2014 ochronie ścisłej, a od 2014 roku ponownie objęty jest ochroną częściową, na podstawie Rozporządzenia Ministra Środowiska z dnia 9 października 2014 r. w sprawie ochrony gatunkowej roślin.